# Cathrine Dekkerhus
Cathrine Høegh Dekkerhus (Kongsvinger, 1992. szeptember 17. –) norvég női labdarúgó. A norvég bajnokságban érdekelt Lillestrøm SK középpályása.

## Pályafutása

### Klubcsapatokban
Lillestrømben kezdte pályafutását a Team Strømmen gárdájánál. A kezdetekkor az ifjúsági- és a B csapat mérkőzésein vett részt, majd 2010-ben az első csapat állandó tagjaként lépett pályára a Toppserienben.
A szezon végeztével a bajnok Stabæk ajánlatát elfogadva költözött Bærumba, hogy új kihívással, a Bajnokok Ligájával szembesüljön. Az 1. FFC Frankfurt elleni első összecsapáson az 54. percben lőtt góljával nyerték meg a mérkőzést. Két bajnoki ezüstérem után 2013-ban megnyerte klubjával az országos pontvadászatotot, majd harmadik ezüstje után egy bronzérmet is elhelyezhetett vitrinjébe.
2019-ben az addigra négy bajnokságot behúzó korábbi együtteséhez igazolt. A Lillestrømmel bajnoki címet és kupagyőzelmet szerzett a szezon során.

### A válogatottban
Dél-Korea ellen mutatkozott be a felnőtt válogatottban 2013 januárjában. Tagja volt a 2013-as Európa-bajnokságon ezüstérmet szerzett válogatottnak.

## Sikerei

### Klubcsapatokban
Norvég bajnok (2):
- Stabæk (1): 2013
- Lillestrøm SK (1): 2019

 Norvég kupagyőztes (4):
- Stabæk (3): 2011, 2012, 2013
- Lillestrøm SK (1): 2019

## Magánélet
Édesanyja dán származású, ennek köszönhetően dán állampolgársággal is rendelkezik.